# Лунный заяц

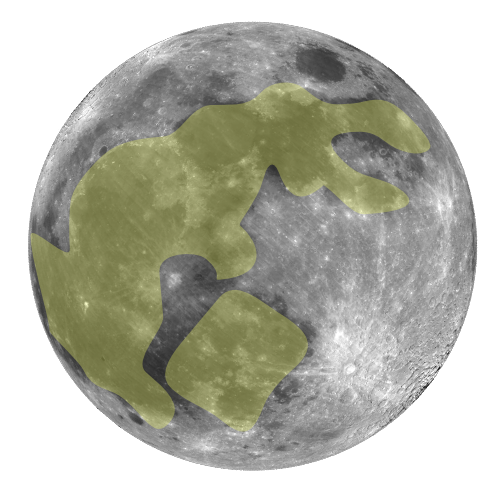
Очертания зайца на лунном диске

Лунный заяц — в фольклоре разных народов мира заяц или кролик, обитающий на Луне. Это представление возникло в силу парейдолической зрительной иллюзии — тёмные пятна на поверхности Луны воспринимались в виде фигуры зайца или кролика.

## История

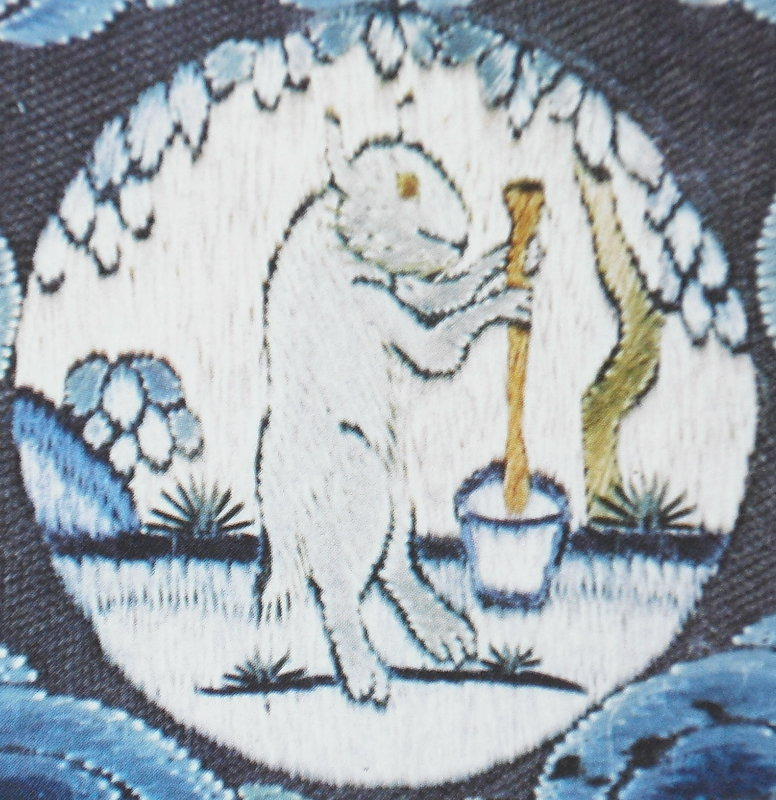
Лунный заяц толчёт снадобье бессмертия. Вышивка с китайской императорской мантии, XVIII век.

Наверное, наиболее ранним упоминанием о Лунном зайце является поэтический сборник «Чуские строфы», написанный в древнем Китае во времена династии Западная Хань: там говорится, что в Лунном дворце живёт белый лунный заяц (кит. 月兔, пиньинь yuè tù, палл. юэ ту), который, сидя в тени коричного дерева гуйхуа, круглый год толчёт в ступе снадобье бессмертия. Другие поэты времён династии Хань часто называли лунного зайца «нефритовым зайцем» (кит. 玉兔, пиньинь yù tù, палл. юй ту) или «золотым зайцем» (кит. 金兔, пиньинь jīn tù, палл. цзинь ту), и эти фразы стали часто использоваться для обозначения Луны.
Чуть позднее в Китае появился миф о Чанъэ, жене стрелка Хоу И, которая украла снадобье бессмертия, улетела на Луну и превратилась там в жабу. В более поздних версиях предания о Чанъэ и лунном зайце постепенно слились воедино, и стали говорить, что Чанъэ стала богиней Луны и живёт в Лунном дворце вместе с лунным зайцем.
В индийском фольклоре говорилось, что зайца на Луну поместил бог Индра: заяц, принимая божественного гостя в образе нищего, не нашёл для него никакой еды и зажарил себя сам. Восхищённый таким поступком Индра воскресил зайца и поместил его на Луну, сделав таким образом бессмертным.
В доколумбовой Мезоамерике тоже бытовало представление о лунном зайце. Так, ацтекский миф о начале пятой, современной эпохи мира представляет появление светил таким образом: боги Нанауацин и Теккистекатль сожгли себя на жертвенном костре, став соответственно Солнцем и Луной. Луна-Теккистекатль был почти таким же ярким, как Солнце-Нанауацин, поэтому один из богов схватил с земли зайца и швырнул его в Теккистекатля, что умерило свет луны.
Первый китайский луноход, успешно прилунившийся 15 декабря 2013 года, назван «Юйту» — «Нефритовый заяц».

## Отражение в искусстве

### Комиксы и анимация
- Одноимённое человеческое имя Сейлор Мун — Усаги Цукино, каламбур на яп. 月のうさぎ (Tsuki no usagi — «Лунный кролик»). Имя её дочери — Чибиуса — означает «маленький кролик».
- Крош и Ёжик пытаются в новогоднюю ночь поймать Лунного зайца, исполняющего желания, в одноимённом двухсерийном эпизоде мультсериала «Смешарики».
- В мультфильме «Бешеные кролики» много серий посвящено тому, как кролики пытаются попасть на луну.

### Музыка
В песне группы «Серый кит» «Лунный заяц» легенда рассматривается под ракурсом: «А счастлив ли заяц, обречённый на вечную жизнь на Луне?». В припеве фигурируют слова: «На холодной Луне в окружении звёзд плачет белый заяц, грустный оттого, что волк не придёт…».